# San Nicola di Casole
 San Nicola di Casole, wenige Kilometer südlich von Otranto gelegen, war ein Kloster mit griechischem Ritus, der im Salento bis ins 15. Jahrhundert verbreitet war. Es wurde 1480 bei der Eroberung von Otranto durch türkische Truppen zerstört, seine Besitzungen wurden jedoch weiterhin als Kommende vergeben. Die spärlichen Ruinen liegen in einer Masseria in privatem Besitz.

## Ursprung
Nach dem Bericht in den 1160 aufgezeichneten Speise- und Fastenregeln für die Mönche, die in einer Turiner Handschrift, die auch das Typikon des Klosters enthält, überliefert sind, wurde τῶν κασούλων 1098/1099 von dem ersten Abt Joseph gegründet. Obwohl das Archiv des Klosters vernichtet wurde, kann eine Schenkung Bohemunds von Tarent aus den Jahren 1104–1111 nachgewiesen werden, mit der er dem Kloster das Casale Casole übertrug und es sowie alle anderen Besitzungen von allen Abgaben befreite.   Archäologische Forschungen zeigen, dass der Ort bereits seit dem 8. oder 9. Jahrhundert genutzt wurde. Auch die normannischen Nachfolger Bohemunds dürften das Kloster gefördert haben, da die Kaiserin Konstanze in allgemeiner Form Schenkungen ihrer Vorgänger bestätigt, und in der liturgischen Memoria von San Nicola sind neben Bohemund, seiner Gattin Constanze und seinem Sohn Bohemund II. auch Roger II., seine erste Gattin Elvira und seine Söhne Roger und Wilhelm I. verzeichnet. Friedrich II. bestätigte das Privileg seiner Mutter und gewährte Befreiung von verschiedenen Abgaben, etwa bei Kauf und Verkauf von Sachen für die Versorgung des Klosters. Schließlich bestätigte Karl II. von Anjou 1305 die ihm vorgelegten Urkunden Bohemunds, Konstanzes und Friedrichs.
Gefördert wurde das Kloster auch von den Päpsten. Wir wissen zwar nicht, welcher Papst die Romfreiheit (Exemption) verliehen hat, aber in den Nachträgen zum Liber censuum des Kämmerers Cencius ist San Nicola vermerkt und 1233 hat das Kloster rückständige Zahlungen für 18 Jahre beglichen. In den vatikanischen Registern sind außerdem Urkunden von Honorius III. aus dem Jahr 1218 und Innozenz IV. von 1254 überliefert. Während seiner Legation zur Neuordnung der kirchlichen Verhältnisse im Königreich Sizilien nach dem Tod König Manfreds 1266 weihte der Kardinalbischof Radulf von Albano die Klosterkirche neu, transferierte den Hegumenos Basilius von Casole nach San Vito del Pizzo und setzte in San Nicola einen Jacobus (1266–1275) als Abt ein.
San Nicola hatte auch eine Reihe von Metochien: das Typikon nennt Vaste,
Policastro, Trulazzo, Melendugno, Alessano, Castro, und Minervino. In der Besitzliste des Privilegs Honorius III. ist auch ein Kloster in Monopoli genannt.
Das Kloster beherbergte zu Beginn des 13. Jahrhunderts einen Kreis von griechischen Dichtern unter der Leitung von Abt Nektarios, zu dem neben ihm auch Georgios von Gallipoli und Johannes von Otranto (Johannes Grassus) gehörten. Im Kloster bestand eine umfangreiche Bibliothek mit zahlreichen griechischen und lateinischen Handschriften. Dass der als Schöpfer im Bodenmosaik in der Kathedrale von Otranto genannte Pantaleo aus San Nicola kam, ist nicht beweisbar und in der neueren Forschung umstritten.
Auch die Bibliothek wurde 1480 zerstört, aber dank dem griechischen Humanisten Sergio Stiso und dem Kardinal Bessarion, dem ehemaligen Erzbischof von Nikaia, der oft griechisch-byzantinische Manuskripte aus den Klöstern und Bibliotheken, die er besuchte, „entnahm“, konnte etwas gerettet werden.

## Beschreibung
Die Ruinen befinden sich in der Nähe eines Bauernhofs, entlang der Küstenstraße in Richtung Santa Cesarea Terme. Der rechteckige Grundriss ist gut erkennbar, wobei Teile der Umfassungsmauern und der Apsis fast vollständig erhalten sind. Die Berührungspunkte zwischen den Seiten waren in den Winkeln durch typische gotische Rippen fein verziert. Die Apsis ist halbkreisförmig. Es blieb ein kleines Fresko übrig, das eine bärtige Gestalt darstellt, die ihre Hände zum Himmel erhebt.